# 魁頭
魁頭（呉音：かいず、漢音：かいとう、拼音：Kuítóu、生没年不詳）は、中国後漢末期の鮮卑族の大人（部族長）。

## 事績
霊帝の末年、大人の和連が射殺された時、その子の騫曼はまだ幼かったため、甥の魁頭が跡を継いだ。
後に騫曼が成長すると、魁頭は彼と国を争うことになり、やがてその勢力は離散した。魁頭が死ぬと、弟の歩度根が跡を継いだ。